# Synagoga Kaukaska w Krynkach
Synagoga Kaukaska w Krynkach – synagoga znajdująca się w Krynkach przy ulicy Józefa Piłsudskiego 5, w pobliżu rynku.

## Historia
Synagoga została zbudowana w 1850 roku na potrzeby miejscowych garbarzy. Służyła również jako centralna synagoga biednej dzielnicy żydowskiej zwanej Kaukaz, stąd jej nazwa. 28 czerwca 1941 roku, po wkroczeniu wojsk niemieckich do Krynek synagoga została zamknięta. 1 lipca jej wnętrze zostało doszczętnie zdewastowane, a w późniejszym okresie wypalone.
Po zakończeniu wojny synagoga stała opuszczona i niszczała. W 1955 roku została przebudowana, a w jej wnętrzu założono kino. Usunięto wówczas bimę, zamurowano wszystkie okna babińca oraz część okien głównej sali modlitewnej. Obecnie w synagodze znajduje się Gminny Ośrodek Kultury i Sportu, który wykorzystuje ją jako salę imprezową oraz kawiarnię.
W dniach od 11 do 27 lipca 2008 roku studenci z Polski, Niemiec i Białorusi odnawiali wnętrze synagogi w ramach projektu realizowanego w województwie podlaskim przez Stowarzyszenie na rzecz Ziemi Podlaskiej DRUMLA. Stowarzyszenie planuje aby synagoga pełniła funkcje kulturalne, była miejscem organizacji wystaw i spotkań dla mieszkańców Krynek. 
Na jednej ze ścian synagogi znajduje się tablica pamiątkowa ufundowana przez Fundację Wiecznej Pamięci, informująca w języku polskim i hebrajskim o dawnym przeznaczeniu budynku.

## Architektura
Murowany budynek synagogi wzniesiono na planie kwadratu o boku 16 metrów w stylu mauretańskim. W zachodniej części pierwotnie znajdował się przedsionek z babińcem na piętrze. Do dziś zachowały się elementy wystroju zewnętrznego w postaci gzymsów, fryzów i płycin oraz charakterystyczne, rozmieszczone nieregularnie półokrągło zakończone okna. Całość jest nakryta dachem czterospadowym.
- Synagoga jest obiektem, który stanowi wartość zabytkową. Została ona wpisana do krajowego rejestru zabytków nieruchomych pod numerem 221 w dniu 22 października 1966 roku.